# مقاطعة كامبيل (داكوتا الجنوبية)
كامبيل (بالإنجليزية: Campbell)‏ هي إحدى مقاطعات ولاية داكوتا الجنوبية في الولايات المتحدة الأمريكية.